# Vrbanja
A Vrbanja folyó Bosznia-Hercegovina nyugati részén, a Vrbas legnagyobb mellékfolyója.
Kotor-Varošnál ered a Vlašić hegyen, Šipragetől 30 km-re északkeletre. Hossza 85 km, és Banja Lukánál torkollik a Vrbas folyóba.
A legnagyobb jobb parti mellékfolyói: Bobovica, Crkvenica, Kruševica, Jezerka, Bosanka, Jošavka; a bal partiak: Čudnić, Ćorkovac, Demićka, Grabovička rijeka, Duboka, Cvrcka, Jakotina.